# Jovanna Baby
Jovanna Cardoso da Silva, conhecida como Jovanna Baby (Mucuri, 1963), é uma ativista brasileira reconhecida por sua atuação em prol dos direitos da população transgênero no Brasil.

## Biografia
Jovanna Cardoso da Silva nasceu em Mucuri, Bahia, em 1963, ela deixou sua casa aos 12 anos pela falta de aceitação familiar em relação à sua identidade de gênero, mudando-se para Vitória, Espírito Santo.
Em 1979, após ser detida sob a acusação de "vadiagem", Jovanna fundou a Associação Damas da Noite, uma organização que buscava defender os direitos de travestis e prostitutas em Vitória, visando combater a violência policial e promover a dignidade dessas populações. Segundo ela,
| “              | Eu morava no Rio de Janeiro nos anos 80 e eu fazia programa. Eu era profissional do sexo. Aí, a polícia perturbava muito. A guarda municipal do RioMU perturbava muito. A sociedade perturbava muito… Perturbava, não queria que a gente ficasse na Central do Brasil. Não queria que a gente ficasse na Lapa. Não queria que a gente ficasse em Copacabana. Aí, a polícia perturbava, vivia enchendo aqueles ônibus “coração de mãe” e levando todos os dias para as delegacias. E aí, o que eles faziam? A gente ficava na delegacia de 7 até as 4 da manhã, justamente para eles impedirem a gente de ganhar o nosso sustento. | ” |
| — Jovanna Baby | |   |

Em 1992, no Rio de Janeiro, Jovanna fundou a Associação de Travestis e Liberados (ASTRAL), considerada a primeira organização exclusivamente transgênero do Brasil e da América Latina. A ASTRAL teve um papel fundamental na articulação nacional do movimento trans, promovendo encontros e debates sobre os direitos e a cidadania de travestis e transexuais. Naquele mesmo ano, publicou a cartilha Diálogo de Bonecas, sendo considerado o primeiro dicionário do dialeto pajubá.
Posteriormente, Jovanna esteve envolvida na criação da Articulação Nacional de Travestis e Transexuais (ANTRA), uma organização que visa fortalecer a rede de pessoas trans no país e promover políticas públicas inclusivas.
Em 2014, ela fundou o Fórum Nacional de Travestis e Transexuais Negras e Negros (FONATRANS), com o objetivo de abordar as interseções entre raça e identidade de gênero, promovendo a defesa dos direitos da população trans negra no Brasil.
Atualmente, Jovanna Cardoso reside em Picos, Piauí, onde atua como Coordenadora Municipal de Direitos Humanos, e continua sua militância pelos direitos humanos e pela inclusão da população trans, sendo uma referência no movimento LGBTQIA+ brasileiro.

## Reconhecimento
- 2025 - Foi destacada como uma das figuras proeminentes do movimento LGBTQIA+ durante a 2ª Marcha Trans em Brasília
- 2020 - Assembleia Legislativa de São Paulo instituiu o "Prêmio Jovanna Baby" em sua homenagem, reconhecendo sua contribuição para a comunidade trans e travesti[7]